# Гао Хунбо
Гао Хунбо (кит. 高洪波; 25 января 1966, Пекин, КНР) — китайский футболист и футбольный тренер. Вице-президент футбольной ассоциации Китая.
С 2009 по 2011 года был тренером национальной сборной Китая. В мае 2009 года был назначен на эту должность и был самым молодым тренером сборной за последние 30 лет. Гао стал известен ещё в качестве игрока, играл на позиции нападающего, отличающимся голевым чутьём. В 1998 году он начал тренерскую карьеру, в качестве ассистента и тренера представлял несколько китайских клубов. Кроме того, был ассистентом голландского специалиста Ари Хана, когда тот тренировал национальную сборную (2002—2004 гг.). Первое достижение в качестве тренера пришло в регулярном чемпионате — с командой «Чанчунь Ятай» Гао Хунбо завоевал титул чемпиона Суперлиги в 2007 году. В апреле 2009 года был назначен тренером национальной сборной Китая по футболу, однако потерял пост в августе 2011 года — ему на смену пришёл Хосе Антонио Камачо.
В 2016 году во второй раз возглавил сборную Китая.

## Карьера игрока

### Клубная карьера
Гао Хунбо родился в Пекине, первым тренером был Сюй Гэньбао, представляющий Пекинскую спортивную школу. Талантливый молодой футболист в 1981 году стал игроком Пекинской молодёжной футбольной команды и после нескольких сезонов был переведён в основную команду (в настоящее время известна под названием «Бэйцзин Гоань») в 1985. Затем он постепенно стал игроком основы, однако пока клуб был участником второго дивизиона, его игра не была замечена — только в 1990 года «Бэйцзин Гоань» добился выхода в первый китайский дивизион, а игрок продолжил профессиональный рост. В высшем дивизионе Гао Хунбо стал заметной фигурой в китайском футболе в начале 1990-х, а также важной частью команды. Персонально он выигрывал «Золотой мяч» и «Золотую бутсу» по версии Китайской футбольной ассоциации, при этом его клуб ни разу не становился чемпионом. В 1994 году он решил переехать в Сингапур, где выступал за клуб «Танчжон Пагар Юнайтед», так как не сдал тест на физподготовку, введенный КФА.
В 1994 году стал лучшим игроком С-Лиги с «Танчжон Пагар Юнайтед», однако затем решил вернуться Китай — в это время на родине был создан профессиональный клуб «Бэйцзин Гоань». В чемпионате Китая ему вновь удалось стать одним из лучших бомбардиров — за два сезона Гао Хуанбо забил 22 мяча. В 1996 году команда выиграла Кубок Китайской футбольной ассоциации, а Гао покинул клуб и присоединился к «Гуанчжоу Сунжи», команде, которая представляла второй дивизион. Здесь попал к своему бывшему тренеру Сюй Гэньбао и помог команде завоевать путёвку в высший дивизион в 1997 году, забив 18 мячей за сезон. После официального предложения работать ассистентом перед началом сезона 1998 года Гао Хунбо официально заявил о завершении карьеры игрока по окончании розыгрыша.

### Международная карьера
После успешных выступлений за клуб, Гао Хунбо был приглашён в сборную, в которой дебютировал 4 апреля 1992 года, выйдя на замену в товарищеском матче против национальной сборной США. Матч сложился неудачно, китайская сборная проиграла со счётом 5-0, что стало крупнейшим в истории команды поражением. Несмотря на поражение, игрок продолжал вызываться в национальную сборную, в том числе принял участие в квалификационном турнире на Кубок Азии по футболу 1992. В этом турнире он забил свой первый гол — это произошло 23 апреля 1992 года в игре против команды Малайзии. Китай вышел в финальную часть розыгрыша, в котором команда заняла третье место. Однако уже в следующем отборочном цикле к финальному турниру Кубка мира 1994 года, сборная Китая выступила неудачно, даже несмотря на хорошую игру Гао. Затем несколько лет игрок не вызывался на матчи сборной, но после того, как команду принял Боб Хафтон, Гао вновь получил приглашение в сборную, принял участие в нескольких товарищеских матчах, а также отборочном турнире к Чемпионату мира в игре со Вьетнамом, в которой Китай победил 3-1. Игра состоялась 25 мая 1997 года и стала последним матчем Гао в национальной сборной. После этого игрок завершил карьеру.

## Тренерская карьера

### Гуанчжоу Сунжи
Тренер Сюй Гэньбао назначил Гао Хунбо ассистентом, в итоге он стал играющим тренером. Подписание контракта на сезон 1997 года отражало эти изменения в карьере. Сам Сюй Гэньбао затем покинул команду и перешёл в «Далянь Ваньда». В следующем сезоне главным тренером команды стал Аристеу Таварес и Гао вновь стал его ассистентом. Однако, долго он в «Гуанчжоу Сунжи» не задержался, и по итогам сезона 1998 года покинул свой пост. Гао Хунбо стал главным тренером «Гуанчжоу Сунжи» в начале 1999 года в возрасте 33 лет. На посту он не смог найти общего языка с некоторыми игроками и покинул пост и команду после 11 матчей чемпионата. Затем он решил поучиться за границей — в Англии нескольких клубах Лондона и Саутгемптона, и Германии, куда его пригласил партнер по команде Ян Чэнь.

### Молодёжная сборная Китая до 17 лет
После нескольких месяцев стажировки, Гао был назначен тренером молодёжной сборной Китая по футболу (игроки не старше 17 лет). Хотя команда победила сборную Южной Кореи несмотря на кореефобию и вышла из группы на Чемпионате Азии среди молодёжных команд 2000 года, поражение со счётом 1-7 от сборной Японии фактически стало окончанием работы со сборной.
После игры Гао Хунбо ушёл в отставку и вернулся в клуб к Сюй Гэньбао ассистентом. В этот период он тренировал «Шанхай Чжунъюань». Тренерскому дуэту удалось завоевать путевку в Лигу Цзя-А, затем они вместе покинули клуб в 2002.
В 2003—2004 годах Гао работал ассистентом главного тренера национальной команды. После того, как команду возглавил У Цзиньгуй (тренер команды-чемпиона «Шанхай Шэньхуа»), он оставил пост и начал тренировать «Сямынь Хунши».

### Сямынь Хунши
Старт в новой команде получился удачным — команда из Сямыня неожиданно превратилась в претендента на повышение в классе — во втором дивизионе сезона 2004 года клуб финишировал третьим. Следующий сезон получился ещё более удачным — команда победила в розыгрыше 2005 года и получила путевку в Суперлигу.

### Чанчунь Ятай
В 2007 году с клубом «Чанчунь Ятай» стал чемпионом Суперлиги Китая, однако в 2008 году клуб разорвал действующий контракт с тренером, так как ему не удалось повторить прошлогодний результат.

### Сборная Китая
16 апреля 2009 года подписал контракт и стал главным тренером национальной сборной КНР по футболу. Перед этим главным тренером сборной был сербский специалист Владимир Петрович, однако после неудачного выступления сборной в отборочном цикле к Кубку мира в Южной Африке контракт с ним не был продлён. Гао Хунбо стал первым китайским тренером сборной, который был избран открытым голосованием, претендентов на этот пост было четверо, кроме него в числе кандидатов были: У Цзиньгуй (бывший тренер «Шанхай Шэньхуа»), Инь Тешэн (бывший исполняющий обязанности главного тренера сборной) и Шэнь Сянфу (тренер молодёжной сборной до 23 лет).
Дебютным матчем в качестве главного тренера для Гао Хунбо стал матч Сборной Китая с командой Германии, который проходил в Шанхае 29 мая 2009 года и закончился ничьей 1-1. Через три дня в товарищеском матче Китай обыграл Иран 1-0.
Положительный итог двух игр с непростыми соперниками позволял надеяться на хорошее выступление команды в дальнейшем. Гао стал пользоваться поддержкой фанатов. После завершения отборочного турнира Кубка мира 2010 года от Азии, сборная Китая не попала в финальную часть, а перед тренером была поставлена новая задача — сосредоточиться на отборочном турнире Кубка Азии по футболу.
В январе 2010, Гао с командой отобрались на финальную часть Кубка Азии по футболу. Была поставлена новая задача — выиграть турнир.
В феврале 2010 года Гао Хунбо готовил команду к выступлению в Чемпионате Восточной Азии 2010. Китай победил в турнире, сыграв вничью с Японией и одержав победу над Южной Кореей 3-0. Стоит отметить, что успех стал первым — ранее команда Китая не обыгрывала Южную Корею в официальных матчах. В финале со счётом 2-0 была обыграна команда Гонконга.
В январе 2011 года Гао руководил командой на Кубке Азии по футболу 2011 в Катаре. Однако, после игры открытия и победы над Кувейтом, во втором матче сборная Китая потерпела поражение от хозяйки турнира — сборной Катара. В итоге, для того, чтобы выйти из группы, было необходимо побеждать в игре с Узбекистаном, что давало шанс. Однако была добыта только ничья 2-2, что не дало возможности продолжит путь на Кубке. Несмотря на неудачное выступление, игру команды можно было оценить достаточно высоко — сборная в основном была составлена из игроков не старше 23 лет. Китайская Федерация футбола заявила, что по итогам выступлений Гао не будет уволен. 13 августа 2011 года он официально покинул пост.

### Шэньси Чаньба
24 сентября, после отставки сербского тренера Слободана Сантрача, стал главным тренером «Шэньси Чаньба».

## Достижения

### Игрок
- Танчжон Пагар Юнайтед: Кубок Президента, 1994
- Бэйцзин Гоань: Кубок КФА, 1996
- Бэйцзин Гоань Золотая бутса КФА: 1989, 1992

### Тренер
- Сямынь Хунши: Чемпион Первой лиги Китая по футболу, 2005
- Чанчунь Ятай: Чемпион Суперлиги Китая по футболу, 2007
- Сборная Китая по футболу: Чемпион Восточной Азии по футболу, 2010